# 綠黨 (比利時)
綠黨（荷蘭語：Groen，荷蘭語發音：[ɣruːn] ⓘ）是比利時荷兰语区的綠黨。其意識形態為綠色政治，總部位於安德莱赫特，分別在眾議院及弗拉芒議會中擁有8個及14個議席。它的法语及德语区對應政黨是生態黨。
政黨成立時名為「Agalev」，解釋為 Anders Gaan Leven （中文：與別不同地生活），以提倡採納更可持續的生活方式，然而向選舉部門註冊時，被要求每個字母需代表一個詞，該黨遂訂全名為 Anders Gaan Arbeiden, Leven, En Vrijen （中文：與別不同地工作、生活和性交），儘管不全認真，但獲接納。直至於2003年落敗後，黨名才改為「Groen!」。